# Via Santa Maria Antesaecula
Via Santa Maria Antesaecula è un'antica e labirintica strada del Rione Sanità a Napoli nota per aver dato i natali nel 1898 al civico 107, ad Antonio de Curtis detto Totò.
Prende il nome dalla chiesa di Santa Maria Antesaecula di origini antiche che testimonia la storicità dell'insediamento.
Agli inizi della strada, sulla destra, è l'ingresso di uno degli ipogei greci disseminati nel rione. È presente inoltre un'altra chiesa: la chiesa del Santissimo Crocifisso ad Antesaecula.
Da qualche anno è in predicato l'apertura, non lontano da questa strada, nel Palazzo dello Spagnuolo in via dei Vergini, del primo museo interamente dedicato all'attore e poeta.